# Anže Zorc
Anže Zorc, slovenski nogometaš, * 6. februar 1994, Kranj.
Zorc je profesionalni nogometaš, ki igra na položaju vezista. Od leta 2019 je član avstrijskega kluba USC Schäffern. Ped tem je igral za slovenske klube Olimpijo, Radomlje in Bravo ter avstrijska Deutschlandsberger in Loipersdorf-Kitzladen. Skupno je v prvi slovenski ligi odigral 49 tekem in dosegel štiri gole, v drugi slovenski ligi pa 49 tekem in pet golov. Bil je tudi član slovenske reprezentance do 18 in 19 let.